# Zodiak – Der Horoskop-Mörder
Zodiak – Der Horoskop-Mörder ist ein im Auftrag von ORF und Sat.1 von der MR Film produzierter vierteiliger Fernsehthriller von Andreas Prochaska.

## Handlung
Esther Nentwig, das uneheliche Kind von Gabriel Fischer-Hellwarth, einem schwerreichen und mächtigen Unternehmer und Bankier, wird aus heiterem Himmel zu dessen Geburtstagsfeier eingeladen. Sie wird von fast der gesamten Familie nicht sehr herzlich empfangen. Während Gabriel versucht, Esther vor versammelter Familie ihren Geschwistern vorzustellen, entdeckt diese Adrian, Sohn von Marion Fischer-Hellwarth, Gabriels jüngste Tochter, bewusstlos im Swimmingpool vor der Villa liegend. Sie rettet ihm das Leben, wodurch sie wenigstens bei Marion Sympathien ergattert. Zum selben Zeitpunkt verschwindet Barbara Fischer-Hellwarth, Tochter von Peter, Gabriels ältestem Sohn, spurlos und wird kurze Zeit später ermordet aufgefunden. Kommissar Keller, ein alter Bekannter der Fischer-Hellwarths, übernimmt die Ermittlungen.
Es beginnt eine Jagd nach dem Mörder, dem noch einige andere Familienmitglieder zum Opfer fallen, welche immer nach demselben astrologischen Prinzip ermittelt werden.
Es stellt sich später heraus, dass Gabriel Fischer-Hellwarth vor über 50 Jahren einen Freund aus seiner Jugend ermordet hatte und seine Leiche unter einem Baum versteckte. Dieser Baum wird nachts vom Zodiak in Brand gesetzt und die Familie und Ermittler finden das Skelett. Als Gabriel Fischer-Hellwarth davon erfährt, stirbt er  durch einen Herzinfarkt.
Am Ende stellt sich aber noch heraus, dass Peter Fischer-Hellwarth nicht der wahre Sohn von Gabriel Fischer-Hellwahrt ist und Barbara Fischer-Hellwarth die Tochter von Gabriel Fischer-Hellwarth war. Peter Fischer-Hellwarth ist der Horoskop-Mörder und versucht als letztes Esther zu töten. Kommissar Keller findet sie aber noch rechtzeitig und kann sie retten. Peter Fischer-Hellwarth wird von ihm dabei aus Notwehr erschossen.
Ganz am Ende wird noch gezeigt, wie Peter Fischer-Hellwarth Barbara und Marion getötet hat.

## Besetzung
| Name des Darstellers  | Name der Figur                                    | Beschreibung |
| --------------------- | ------------------------------------------------- | --- |
| Alexandra Neldel      | Esther Nentwig / Esther Fischer-Hellwarth Nentwig | Uneheliche Tochter von Gabriel Fischer-Hellwarth und Tochter von Ursula Nentwig |
| Fritz Karl            | Anton Keller                                      | Zuständiger Kriminalpolizist für den Mord an Barbara Fischer-Hellwarth |
| Friedrich von Thun    | Gabriel Fischer-Hellwarth                         | Vater von Esther Nentwig, Marion Fischer-Hellwarth, Robert Fischer-Hellwarth, Juliane Heegert, Claudia Fischer-Hellwarth, Peter Fischer-Hellwarth (eig. nur Stiefvater), Großvater von Barbara Fischer-Hellwarth (eig. Vater), Ehemann von Rosemarie Fischer-Hellwarth und ehemaliger Verlobter von Gertrud Nentwig |
| Bernhard Schir        | Peter Fischer-Hellwarth                           | Sohn von Rosemarie Fischer-Hellwarth, offiziell Sohn von Gabriel Fischer-Hellwarth (eig. Sohn von Friedrich), Ehemann von Elisabeth Fischer-Hellwarth, offiziell Vater von Barbara Fischer-Hellwarth und Neffe von Gertrud Nentwig                                                                                  |
| Misel Maticevic       | Matthias Vollmer                                  | Freund von Robert Fischer-Hellwarth |
| Corinna Kirchhoff     | Ursula Nentwig                                    | Mutter von Esther Nentwig und Tochter von Gertrud Nentwig |
| Filip Peeters         | Sebastian Heegert                                 | Anwalt von Gabriel Fischer-Hellwarth und Ehemann von Juliane Heegert |
| Matthias Schloo       | Robert Fischer-Hellwarth                          | Sohn von Gabriel Fischer-Hellwarth |
| Hans Sigl             | Felix Vogler                                      | Ex-Mann von Marion Fischer-Hellwarth und Vater von Adrian Vogler |
| Miguel Herz-Kestranek | Georg Attenberg                                   | Neffe von Rosemarie Fischer-Hellwarth und Geliebter von Elisabeth Fischer-Hellwarth |
| Ulli Maier            | Elisabeth Fischer-Hellwarth                       | Ehefrau von Peter Fischer-Hellwarth, Mutter von Barbara Fischer-Hellwarth und Geliebte von Georg Attenberg |
| Beate Maes            | Juliane Heegert, geb. Fischer-Hellwarth           | Tochter von Gabriel Fischer-Hellwarth und Ehefrau von Sebastian Heegert |
| Claudia Mehnert       | Marion Fischer-Hellwarth                          | Tochter von Gabriel Fischer-Hellwarth, Ex-Frau von Felix Vogler und Mutter von Adrian Vogler |
| Edita Malovcic        | Linda                                             | Freundin von Esther Nentwig und Geliebte von Peter Fischer-Hellwarth |
| Max Schmiedl          | Spangemann                                        | Zuständiger Kriminalpolizist für den Mord an Barbara Fischer-Hellwarth |
| Konstantin Reichmuth  | Adrian Vogler                                     | Sohn von Marion Fischer-Hellwarth und Felix Vogler |
| Pippa Galli           | Barbara Fischer-Hellwarth                         | Uneheliche Tochter sowohl von Gabriel Fischer-Hellwarth, als auch von Elisabeth Fischer-Hellwarth, aber offiziell Tochter von Peter Fischer-Hellwarth |
| Michou Friesz         | Lippmann                                          | Zuständige Staatsanwältin für den Mord an Barbara Fischer-Hellwarth |
| Elias Pressler        | Alexander Fischer-Hellwarth                       | Sohn von Gabriel Fischer-Hellwarths verstorbener Tochter Claudia und Maximilian |
| Harald Posch          | Maximilian                                        | Vater von Alexander Fischer-Hellwarth und Ehemann von Gabriel Fischer-Hellwarths verstorbener Tochter |
| Cornelius Obonya      | Mark Stankowski                                   | Privatdetektiv von Gabriel Fischer-Hellwarth |
| Erni Mangold          | Gertrud Nentwig, geb. Orlak                       | Mutter von Ursula Nentwig, ehemalige Verlobte von Gabriel Fischer-Hellwarth, Schwester von Friedrich und Tante von Peter Fischer-Hellwarth |

### Gestorbene Figuren
| gestorbene Figuren                                                  | getötet von / gestorben durch                                              | Straftat             | Teil       |
| ------------------------------------------------------------------- | -------------------------------------------------------------------------- | -------------------- | ---------- |
| Friedrich (Freund von Gabriel Fischer-Hellwarth)                    | Gabriel Fischer-Hellwarth                                                  | Mord                 | vor Teil 1 |
| Rosemarie Fischer-Hellwarth (Ehefrau von Gabriel Fischer-Hellwarth) | natürlicher Tod                                                            | keine                | vor Teil 1 |
| Barbara Fischer-Hellwarth                                           | Peter Fischer-Hellwarth                                                    | Mord                 | Teil 1     |
| Marion Fischer-Hellwarth                                            | Peter Fischer-Hellwarth                                                    | Mord                 | Teil 2     |
| Felix Vogler                                                        | SEK-Beamter (Zuständiger SEK-Beamter bei der Geiselnahme von Felix Vogler) | keine (Notwehr)      | Teil 3     |
| Elisabeth Fischer-Hellwarth                                         | Mark Stankowski                                                            | Mord                 | Teil 3     |
| Georg Attenberg                                                     | Peter Fischer-Hellwarth                                                    | Mord                 | Teil 3     |
| Gabriel Fischer-Hellwarth                                           | Herzinfarkt                                                                | keine                | Teil 3     |
| Bodyguard von Gabriel Fischer-Hellwarth                             | Mark Stankowski                                                            | Mord                 | Teil 4     |
| Mark Stankowski                                                     | Peter Fischer-Hellwarth                                                    | Mord                 | Teil 4     |
| Gertrud Nentwig                                                     | Peter Fischer-Hellwarth                                                    | Tötung auf Verlangen | Teil 4     |
| Sebastian Heegert                                                   | Sebastian Heegert                                                          | keine (Selbstmord)   | Teil 4     |
| Linda                                                               | Peter Fischer-Hellwarth                                                    | Mord                 | Teil 4     |
| Peter Fischer-Hellwarth                                             | Anton Keller                                                               | keine (Notwehr)      | Teil 4     |

## Ausstrahlung in Deutschland
Die Free-TV Premiere des ersten Teils erfolgte am 3. September 2007 auf Sat.1.
| Teil | Datum              | Zuschauer | Zuschauer       | Marktanteil | Marktanteil     | Quellen |
| Teil | Datum              | Gesamt    | 14 bis 49 Jahre | Marktanteil | Marktanteil     | Quellen |
| Teil | Datum              | Gesamt    | 14 bis 49 Jahre | Gesamt      | 14 bis 49 Jahre | Quellen |
| ---- | ------------------ | --------- | --------------- | ----------- | --------------- | ------- |
| 1    | 3. September 2007  | 3,65 Mio. | 1,81 Mio.       | 11,7 %      | 14,1 %          | [ 1 ]   |
| 2    | 4. September 2007  | 3,66 Mio. | 1,60 Mio.       | 12,2 %      | 12,8 %          | [ 2 ]   |
| 3    | 10. September 2007 | 3,26 Mio. | 1,43 Mio.       | 10,5 %      | 10,8 %          | [ 3 ]   |
| 4    | 11. September 2007 | 3,78 Mio. | 1,70 Mio.       | 13,4 %      | 12,6 %          | [ 4 ]   |

Im Jahr 2012 erschien der Vierteiler auf DVD inklusive Wendecover.

## Kritiken
Das Lexikon des Internationalen Films urteilt: „Fernseh-Krimidrama voller handwerklicher Schwächen, in dem die üblichen Liebschaften, Intrigen und Verleumdungen sowie etliche Nebenschauplätze nur mühsam über die Runden helfen. Nicht mehr als eine kalkulierte Hommage ans graue Mittelmaß.“

## Trivia
Wird die DVD abgespielt, erscheint das Logo „Der Horoskop-Killer“ anstatt „Horoskop-Mörder“.